# Gare de La Celle-Saint-Cloud
La gare de La Celle-Saint-Cloud est une gare ferroviaire française de la ligne de Saint-Cloud à Saint-Nom-la-Bretèche - Forêt-de-Marly, située à l'est du centre-ville de La Celle-Saint-Cloud dans le département des Yvelines en région Île-de-France.
Ouverte le 4 octobre 1959, c'est une gare de la Société nationale des chemins de fer français (SNCF) desservie par les trains de la ligne L du Transilien (réseau Paris-Saint-Lazare). Elle se situe à une distance de 20,7 km de la gare de Paris-Saint-Lazare.

## Situation ferroviaire
Établie à 129 mètres d'altitude, la gare de La Celle-Saint-Cloud est située au point kilométrique (PK) 20,695 de la ligne de Saint-Cloud à Saint-Nom-la-Bretèche - Forêt-de-Marly (PK 0 à Paris-Saint-Lazare). Elle constitue le troisième point d'arrêt de la ligne après Vaucresson et précède la gare de Bougival.

## Histoire

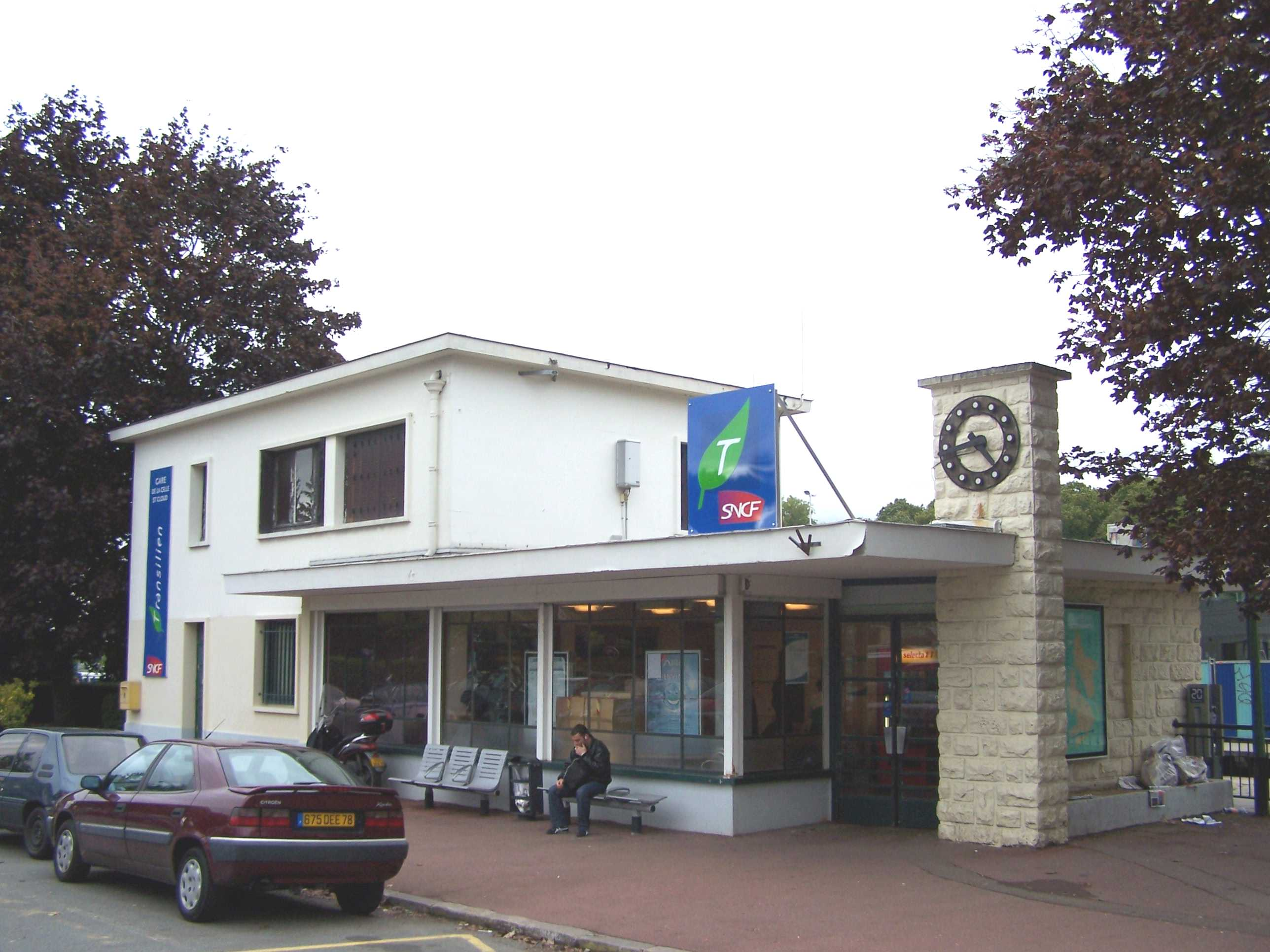
L'ancien bâtiment des voyageurs, encore en service en septembre 2006.

Inaugurée en 1884, la ligne de Saint-Cloud à Saint-Nom-la-Bretèche traverse le territoire de la commune de La Celle-Saint-Cloud, sans arrêt sur une distance de 4,7 kilomètres entre les gares de Vaucresson et de Bougival-La Celle-Saint-Cloud, actuelle gare de Bougival. Dès 1895, puis de nouveau en 1925, des particuliers demandent l'établissement d'une halte entre ces deux gares, approximativement à l'emplacement de la gare actuelle. Toutefois, la forte déclivité de 14,5 mm/m, rend impossible la création d'un arrêt à l'époque de la traction vapeur. L'électrification de la ligne par troisième rail latéral en 1931 ne provoque pourtant pas plus sa réalisation.
Mais en 1955, le projet de réalisation d'un nouveau quartier sur le domaine de Beauregard relance l'intérêt d'une halte destinée à desservir cet ensemble. Ce dernier est constitué de 1 500 logements construits par la Ville de Paris sur des terrains offerts par Maurice-Arnold de Forrest, comte de Bendern, un village du Liechtenstein. La dépense est évaluée en 1958 à 1 130 000 nouveaux francs selon le plan de financement, partagés entre la Ville de Paris et la SNCF. Le coût final s'élève à 1 320 000 francs. La pente à la traversée du nouvel arrêt est ramenée de 14,5 à 6 mm/m, grâce à la création d'une rampe de jonction atteignant 20 mm/m sur 283 mètres du côté de Saint-Nom-la-Bretèche.
Le 4 octobre 1959, la nouvelle halte est inaugurée sous le nom de La Châtaigneraie-Beauregard. Le bâtiment des voyageurs n'est quant à lui livré qu'en mars 1960. Érigé du côté de la voie 2, vers Saint-Nom, il comprend à l'étage un logement pour le chef de halte. Les installations incluent deux quais préfabriqués de cent-soixante mètres de long et de quatre mètres de large, dont un comportant un abri face au bâtiment des voyageurs, reliés par une passerelle. Celle-ci est surélevée en 1976 pour respecter le gabarit caténaire 25 kV lors de la réélectrification de la ligne.
Le 29 mai 1983, le nom de la gare est modifié pour celui de La Celle-Saint-Cloud, et la gare voisine de Bougival-La Celle-Saint-Cloud devient la gare de Bougival. Dès l'an 2000, des études sont réalisées afin d'améliorer l'intermodalité avec la gare routière rénovée. La reconstruction du bâtiment des voyageurs est alors décidée, en en modifiant la position. En effet la gare routière était située de l'autre côté de l'ancien bâtiment qui doit servir de bureau pour les taxis. En novembre 2006, le nouveau bâtiment voyageurs, établi cette fois du côté de la voie 1 vers Paris, est ouvert au public. Le bâtiment est composé de deux pavillons reliés par un hall vitré, particulièrement lumineux. Le 26 janvier 2007, il est officiellement inauguré.
Le trafic montant quotidien atteint 2 574 voyageurs en 1973 et enfin 3 200 voyageurs par jour en 2003, ce qui place la gare en seconde position par son trafic après celle de Marly-le-Roi.
En 2012, 3 320 voyageurs ont pris le train dans cette gare chaque jour ouvré de la semaine.
À partir de septembre 2020, d'importants travaux sont entrepris en gare dans le cadre du schéma directeur d’accessibilité des gares du réseau Transilien. D'une durée de 18 mois, ces travaux permettent la mise en accessibilité de la gare. En particulier, une nouvelle passerelle est installée le 20 mars 2021, permettant l'ajout d'ascenseurs. Les équipements et mobiliers de quai ainsi que l'éclairage et la signalétique sont également amenés à évoluer au cours de ces travaux. Des bandes d'éveil à la vigilance devrait être installées sur les nouvelles dalles (en béton) posées sur les quais.

## Fréquentation
Les chiffres qui suivent sont des estimations réalisées par la SNCF. Seuls les voyageurs sont comptabilisés
| Année         | 2015      | 2016      | 2017      | 2018      | 2019      | 2020    | 2021      | 2022      | 2023      |
| ------------- | --------- | --------- | --------- | --------- | --------- | ------- | --------- | --------- | --------- |
| Fréquentation | 2 006 487 | 2 036 429 | 2 077 227 | 2 080 360 | 2 090 228 | 761 361 | 1 923 942 | 2 183 744 | 2 056 048 |

## Service des voyageurs

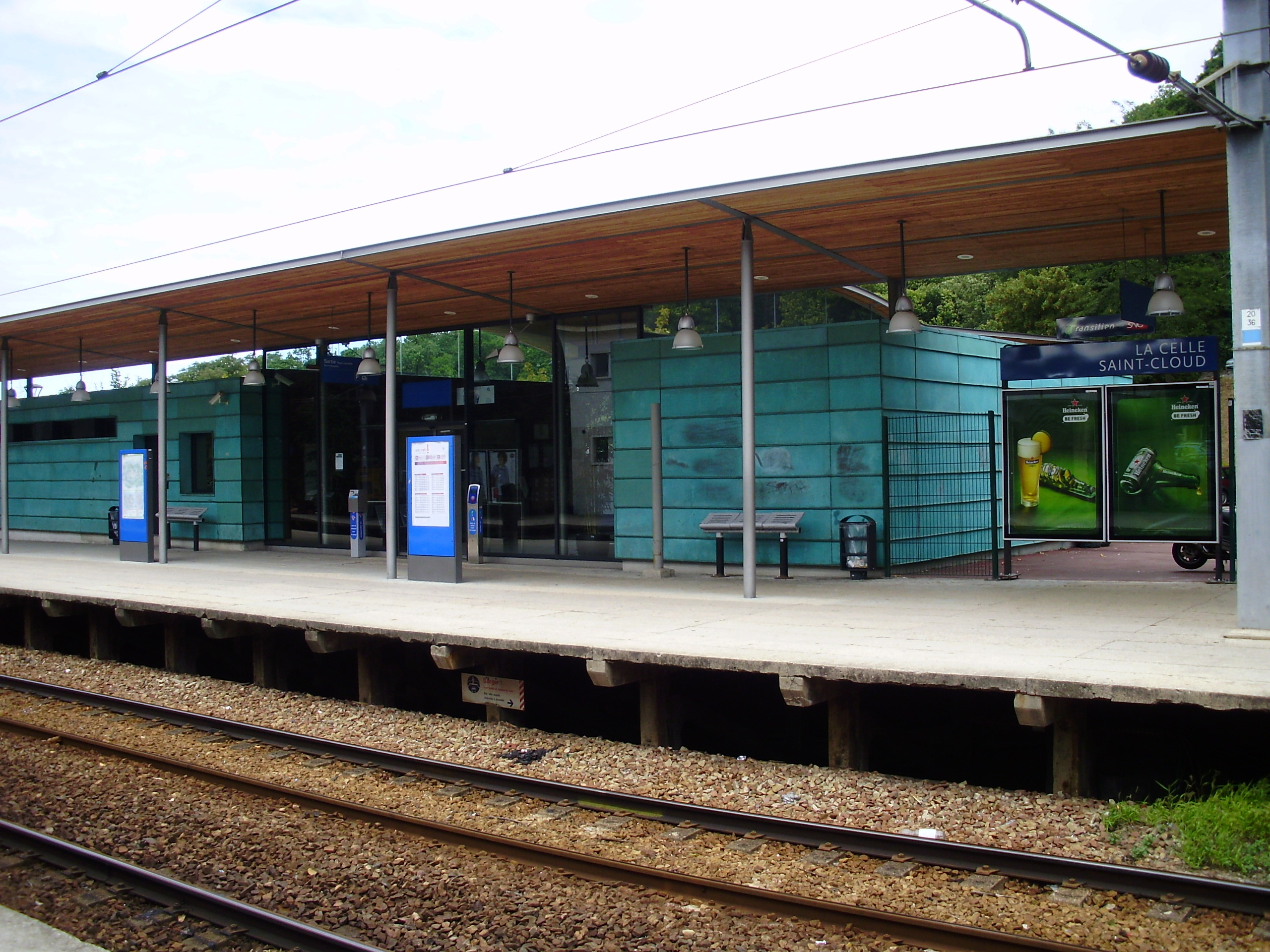
Bâtiment voyageurs vu du quai pour Saint-Nom-la-Bretèche.

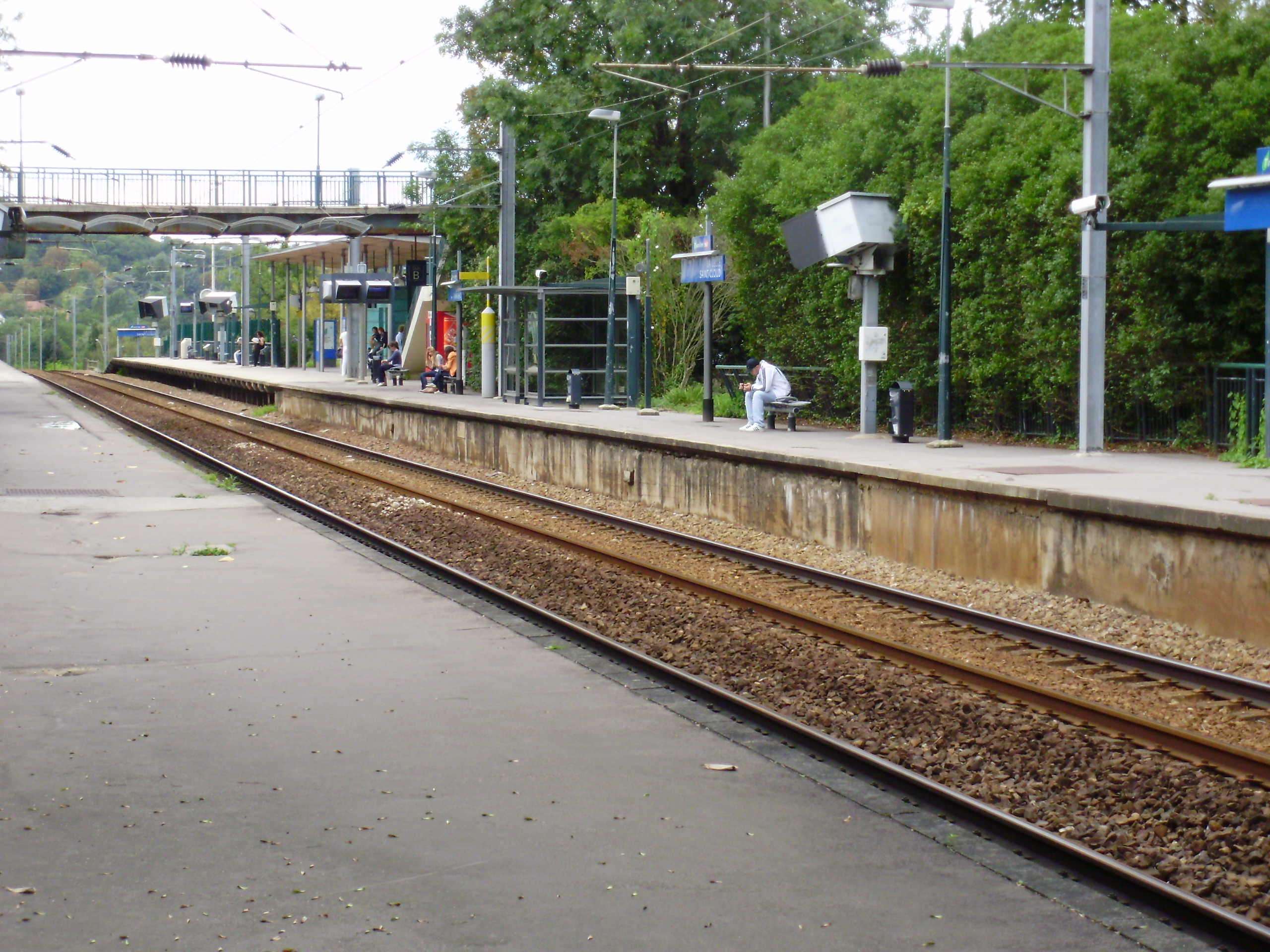
Vue en direction de Saint-Nom-la-Bretèche.

### Accueil
En 2011, un guichet Transilien est ouvert du lundi au vendredi de 6 h 40 à 1 h 25, les samedis de 6 h 55 à 1 h 25 et les dimanches et fêtes de 8 h 20 à 1 h 25. Il est adapté pour les personnes handicapées, et dispose de boucles magnétiques pour personnes malentendantes. Des automates Transilien et grandes lignes sont également disponibles. Un magasin de presse Relay est présent, ainsi que des distributeurs de boissons ou friandises, une cabine de photographie automatique et une cabine téléphonique. Une boîte aux lettres est située à l'extérieur.
Un parc à vélos est situé à l'extérieur de la gare, et deux parcs relais gratuits de 73 et 249 places sont aménagés pour les véhicules.

### Desserte
La gare est desservie par les trains de la ligne L du Transilien (réseau Paris-Saint-Lazare), à raison (par sens) d'un train toutes les 15 minutes en heures creuses, de deux à huit trains par heure aux heures de pointe (au départ le matin et à l'arrivée le soir) et d'un train toutes les 30 minutes en soirée.

### Intermodalité
La gare est desservie par :
- les lignes 6202, 6227, 6230, 6231 et 6246 du réseau de bus Grand Versailles ;
- par la ligne 426 du réseau de bus RATP.

## Projet
Il est envisagé après 2030 d'implanter une station de correspondance de la ligne 18 du métro de Paris dans le cadre de son prolongement entre Versailles Chantiers et Nanterre La Folie.